# 겅호 (영화)
《겅호》(Gung Ho, 오스트레일리아의 제목: Working Class Man)는 미국에서 제작된 론 하워드 감독의 1986년 코미디, 드라마 영화이다. 마이클 키튼 등이 주연으로 출연하였고 토니 간즈 등이 제작에 참여하였다.

## 출연

### 주연
- 마이클 키튼

### 조연
- 게드 와타나베
- 조지 웬트
- 미미 로저스
- 존 터투로
- 야마무라 소

## 기타
- 미술: 제임스 L. 쇼페
- 의상: 벳시 콕스
- 배역: 카렌 레아